# 의양군
의양군(義陽郡)은 중국의 옛 군이다. 조위 때 처음 설치되었으며, 초창기에는 난양시남부, 샹양시남부, 신양시서부, 쑤이저우시일대에 존재했지만 동진이후 신양시 서부로 축소되었다.

## 조위
의양군은 조위 때 처음 등장하나, 정확한 연혁은 알 수 없다. 명제 때 양양군의 약현(鄀縣)·섭현(葉縣)을 의양군으로 편입시켰다는 기록만 확인된다.

## 서진
280년(진 무제 태강 원년), 남양군 남부지방의 12개현이 분리신설되며 형성되었다. 288년(진 무제 태강 9년) 수현 일대가 수군, 301년(진 혜제 영녕 원년) 신야현일대가 신야군으로 분리되면서 지금의 신양시 서부 일대로 축소되었다. 서진대에는 12현 19,000호를 거느렸다.
| 현명   | 한자   | 대략적 위치                           | 비고 |
| ------ | ------ | ------------------------------------- | --- |
| 신야현 | 新野縣 | 난양시 신예현                         | 301년 신야군이 분리되면서 신야군의 중심지가 되었다.                                                                                               |
| 양현   | 穰縣   | 난양시 덩저우시                       | 301년 신야군에 편입되었다. |
| 등현   | 鄧縣   | 샹양시 판청구 등성(邓城)고성          | 301년 신야군에 편입되었다. |
| 채양현 | 蔡陽縣 | 샹양시 짜오양시 동 채양포(蔡阳铺)     | |
| 수현   | 隨縣   | 쑤이저우시 쩡두구                     | 288년 수군이 분리되면서 수군의 중심지가 되었다.                                                                                                   |
| 안창현 | 安昌縣 | 샹양시 짜오양시 오점진(吳店鎭) 북     | |
| 극양현 | 棘陽縣 | 난양시 신예현 전고묘향(前高廟鄕) 남   | 301년 신야군에 편입되었다. |
| 궐서현 | 闕西縣 | 쑤이저우시 당현진(唐縣鎭)             | |
| 평씨현 | 平氏縣 | 난양시 퉁바이현 평씨진(平氏鎭)        | 316년 폐지되었다. |
| 의양현 | 義陽縣 | 난양시 퉁바이현 회원진(淮源鎭) 일대   | 317년 평춘현에 통폐합되었다. |
| 평림현 | 平林縣 | 쑤이저우시 은점진(殷店鎭) 남          | 288년 수군에 편입되었다. |
| 조양현 | 朝陽縣 | 난양시 신예현 남 장장(張庄)일대       | |
| 평춘현 | 平春縣 | 신양시 핑차오구 평창관진(平昌關鎭)    | 『진서』 지리지에는 강하군의 속현으로 기록되어있으나 『송서』 주군지에는 본군의 속현으로 기록되어있다. 학계에선 송서의 기록을 정설로 따르고 있다. |
| 맹현   | 鄳縣   | 신양시 뤄산현 서남 유태촌(劉台村)일대 | 『진서』 지리지에는 강하군의 속현으로 기록되어있으나 『송서』 주군지에는 본군의 속현으로 기록되어있다. 학계에선 송서의 기록을 정설로 따르고 있다. |

## 동진, 송
동진이후에도 의양군은 계속 형주의 속군이 되었다. 이후 남예주가 신설됨에 따라 남예주로 편입되었다. 469년(유송 명제 태시 5년) 영주로 편입되었다가 476년(유송 후폐제 원휘 4년), 북위에 의해 여남군이 공격당하자, 사주자사부가 본군으로 옮겨졌다. 당시 의양태수였던 여안국은 사주자사로 임명되었다. 유송말엽에는 7현 8,031호 41,597명을 거느렸다.
| 현명   | 한자   | 대략적 위치                                  | 현급 | 비고 |
| ------ | ------ | -------------------------------------------- | ---- | --- |
| 평양현 | 平陽縣 | 389년 신양시 스허구 유림향(柳林鄕)으로 이전. | 候相 | 385년(동진 효무제 태원 10년), 평춘현에서 평양현(平陽縣)으로 개명되었다. 389년(동진 효무제 태원 14년) 치소가 인순성(仁順城,)으로 옮겨졌다.                                                        |
| 맹현   | 鄳縣   | 신양시 뤄산현 서남 유태촌(劉台村)일대        | 令   | |
| 종무현 | 鍾武縣 |                                              | 令   | |
| 보성현 | 寶城縣 | 신양시 뤄산현 서 후소만(后小塆)일대          | 令   | 456년(유송 효무제 효건 3년), 맹현에서 분리신설되었다. |
| 의양현 | 義陽縣 | 신양시 핑차오구 후황만(后黃塆)일대           | 令   | 456년 평양현에서 분리신설되었다. |
| 평춘현 | 平春縣 | 신양시 핑차오구 평창관진 남일대              | 令   | 456년 평양현에서 분리신설되었다. |
| 환수현 | 環水縣 |                                              | 長   | 467년(유송 명제 태시 3년), 송안군에 내속되었다. 이후 송안군이 폐지되면서 본군에 편입되었다. 464년(유송 효무제 대명 8년) 의양군 동수이좌군(東隨二左郡)이 송안현으로 개명되고 의양군에 내속되었다. |

## 수
의양군 일대를 점령한 북위는 그 자리에 영주(郢州)를 설치했고, 북주에서 영주는 신주(申州)로 개명되었다. 수나라이후 군현제가 폐지되고 주현제가 실시되면서 의양군이 폐지되고 휘하 현들은 모두 신주의 속현이 되었다. 606년(수 양제 대업 2년) 의주(義州)로 개명되었다가, 607년(수 양제 대업 3년) 군현제가 실시되면서 의양군으로 개명되었다. 5현 45,930호를 거느렸다.
| 현명   | 한자   | 대략적 위치                            | 비고 |
| ------ | ------ | -------------------------------------- | --- |
| 의양현 | 義陽縣 | 신양시                                 | 588년(수 문제 개황 8년), 송안군(宋安郡)이 폐지되면서 평양현이 지금의 이름으로 개명되었다. 현내에 대귀산(大龜山), 금산(金山)이 있었다. |
| 종산현 | 鐘山縣 | 신양시 핑차오구 동남 오관영(吴官营) 남 | 504년(북위 선무제 정시 원년) 제안현(齊安縣)이라는 이름으로 설치되었다. 584년(수 문제 개황 4년), 제안군이 폐지되면서 지금의 이름으로 바뀌었다. 현내에 종산(鐘山)이 있었다. |
| 나산현 | 羅山縣 | 신양시 뤄산현                          | 550년(북제 문선제 천보 원년) 고안현(高安縣)이라는 이름으로 설치되었다. 583년(수 문제 개황 3년) 폐지되었다가 596년(수 문제 개황 16년) 지금의 이름으로 복치되었다. |
| 예산현 | 禮山縣 | 신양시 스허구 마림와(麻林洼)           | 534년(동위 효정제 천평 원년) 동수현(東隨縣)이라는 이름으로 설치되었다. 589년 지금의 이름으로 개명되었다. 현내에 관관(關官)과 예산(禮山)이 있었다. |
| 회원현 | 淮源縣 | 신양시 핑차오구 평창관진 남            | 438년(유송 문제 원가 15년) 송안군에서 모화현(慕化縣)이란 이름으로 설치되었다. 491년(남제 무제 영명 9년), 송안군이 남회안좌군(南淮安左郡)으로 개명되면서 회안군에 내속되었다가 500년(남제 후폐제 영원 2년) 폐짇되었다. 564년(북주 무제 보정 4년) 복치되어 회안군에 내속되었다. 개황초 회안군이 폐지되면서 신주의 속현으로 내속되었고 대업초 지금의 이름으로 개명되었다. 현내에 유수(油水)가 흘렀다. |